# ピグライフ
ピグライフは、アメーバピグ内で提供されていた農園シミュレーションゲーム。2011年5月31日開始。2019年12月2日をもってブラウザ版を終了し、一部データをアプリ版に移行した。

## 概要
アメーバピグ内で提供されている「釣りゲーム」「カジノゲーム」に続く新たなサービスで、ガーデニングをテーマにしたソーシャルゲームとして、2011年5月31日に提供が開始された。
ピグ内の機能なので、このサービスも基本18歳以上が推奨年齢として設定されている。一時期、15歳未満の利用者に対し「おでかけ」等の機能が制限されていたが2013年12月17日より「18歳未満専用利用環境」および「18歳以上専用利用環境」が設置され15歳未満の利用者でも他の利用者（18歳未満のみ）と交流できるようになり、2018年11月12日からは全年齢が同一空間で交流できるようになった。
また、ピグは午前0時で『きたよ』や『グッピグ』などがリセットされるのに対し、ピグライフは午前5時をもってお手伝いやアイテムの使用制限数などがリセットされる。
基幹部分のサーバソフトウェアにはNode.jsを採用しており、2011年12月時点ではわずか20台のPCサーバで全ての処理を賄っていた。
2012年6月19日よりスマートフォン用ブラウザでのプレイに対応した。
2019年3月12日、系列ゲーム「アメーバピグ」のサービス終了に伴い、公式ブログにてパソコン版ピグライフならびにどこでもピグライフのサービス終了日時が発表された。2019年12月2日22:00にサービスが終了した。
同時に、2019年夏ごろにスマートフォンアプリ版ピグライフ、「ピグライフ〜ふしぎな街の素敵なお庭〜」がリリース予定であることを発表し、2019年9月26日にリリースされた。PC版で入手したもようがえアイテム、きせかえアイテムのほとんどはスマートフォンアプリ版でも使用できる。
スタミナウォーター・すごい水等のアイテム、ライフチップ、アクション、裏庭、別荘、プラザなどの機能は引き継がれない。
期間限定イベントの配信は当初、2019年9月30日をもって終了する予定だったが、のちに11月末まで延長された。

### 利用者数の推移
- 2011年5月31日 - サービス提供開始[9]
- 2011年6月22日 - 100万人突破[10]
- 2011年8月22日 - 200万人突破
- 2012年1月8日 - 360万人突破
- 2019年のサービス終了以前には、1イベントにつき最終的に毎回約9万 - 10万ユーザーが参加していた。

## 推奨環境
アメーバピグと同じ。国内のPCからの接続がサポート対象であった。
推奨利用環境（PC）
- 回線:ADSL・光ファイバー相当の回線速度
- OS
  - Windows：Microsoft Windows 7以降
  - Mac：Mac OS X v10.6以降
- CPU:Intel Core i5 2GHz相当以上
- メモリ:4GB以上
- 画面解像度:1024×768以上
- ブラウザ:Internet Explorer最新版、Mozilla Firefox最新版、Google Chrome最新版、Safari最新版
- Flash Player:Flash Player 最新版

推奨利用環境（スマートフォン）
- iOS (アップル)7.0以降（動作保証環境はiOS 6.0以降）
- Android 4.0以降（動作保証環境はAndroid 2.3以降・ただしタブレットは推奨外）の標準ブラウザ(Google Chromeなどは不可)

以前提供されていたアプリからは利用できないようになっている。

## 登場キャラクター
エミリー・ババール
ピグライフのナビゲーターを務める。ピグ村の村長・ヴォクターの娘。
ノラ・ポチーヌ
ピグ村の料理研究家。メガネと泡立て器がトレードマーク。料理イベントなどで切手と調味料・材料を交換する。

## 主なエリア

### 個人エリア
庭
初期状態では、16×16の広さの庭が用意されている。
2011年7月26日より、土地券とライフチップで8×8単位の拡張ができるようになった（最大12回まで拡張可能）。
ライフチケット（毎日配信されるデイリークエストをクリアすることで1枚支給）3枚で土地券1枚と交換できる。またコインやPポイントでも購入可能（コイン:1枚100コイン、Pポイント:1枚500ポイント）。
1回目は土地券5枚と1000ライフチップで拡張可能。2回目は7枚＋5000ライフチップ…と拡張毎に必要な土地券とライフチップが増えていく。
裏庭
2016年1月19日から追加された個人エリア。初期は16×16の広さで、8×8単位で32回まで拡張出来る。
ブルーノ便クエスト期間中に横の道路からトラックを呼んで出荷が出来る。
裏庭専用の植物しか植えられない。拡張には裏庭専用の土地券が必要。
別荘
2018年3月26日から追加された個人エリア。作成には庭レベル20以上、10,000ライフチップが必要である。エリアの広さは32×32、うち建物内の広さは24×24。建物内は家具を置ける高さの制限がある。現在は広さの拡張はできない。
初回作成時、建物・床のカラーは、カントリー・クラシカル・ウッドの3種類から選べる。それ以降の建物・床カラーの変更はライフチケット30枚が必要。
もようがえアイテムでエリア内を装飾することが出来る。
畑を耕す、木や裏庭の植物を植える、牧場や温室を置く、空の変更などはできない。

### おでかけエリア
他のピグとの交流やそのエリアにいるNPCとアイテムの交換などができるエリア。イベント開催時などで、各エリアの数が変動することがある。
マルシェ
様々なアイテムの交換ができるエリア。各エリア30人まで入場可能。
森の中の小さなガーデン
過去のイベントを受注したり、チョウチョがついているイベント作物を収穫したときに稀に出現する小さな花をゴールドに交換したりできる。各エリア30人まで入場可能。
マルシェ裁縫通り
裁縫系アイテムの交換ができるエリア。各エリア30人まで入場可能。
マルシェ工作通り
工作系アイテムの交換ができるエリア。各エリア30人まで入場可能。
港町通り
主にぼうえきイベントでのアイテム交換やのうひんを行うエリア。各エリア30人まで入場可能。
深い森
エリアは1～18まで用意されており、各エリア20人まで入場可能。
もともと、ブナ・クローバー・ポルチーニ茸の3つの収穫エリアが存在していたが、2018年7月13日よりそれらは表庭の畑や木から収穫する仕様に変更された。これ以降、道具を使用して収穫することができなくなった。現在、深い森エリアで収穫することはできない。森の動物から入手できるお返しのはっぱを他アイテム交換できるアシュレー、表庭で収穫した素材を各種レア素材に交換できるジャック・モーガンが配置されている。
サーシャのバル(期間限定)(旧:酒場)
のうひんイベント開催時、作物・レシピを納品することができる。
フランツ牧場
牧場機能のリニューアル（後述）に伴いオープン。動物をもらったり、ブリードさせることができる。また「動物チケット」と牧場で使用できるアイテムを交換できる。
マロール農園
2017年2月27日にオープン。クエストを受注したり、クエストなどで入手した牛乳びんのフタと他アイテムを交換したりすることができる。
ウランディ邸
ユリ金貨から他アイテムへの交換ができる。

## 主な機能
ライフチップ
ピグライフ内で使える仮想通貨。クエストのクリアや作物の収穫により獲得ができる。従来はライフコインと呼ばれていたが、2014年5月に実施されたアメゴールドとコインの統合に伴い、コインとの混同を避けるため変更された。
耕す
自分の庭を耕す機能。スタミナがある分のみ作業できる。
植える
作物、草花、木を植える機能。耕した部分に作物・草花を植えることができる。木は庭に直接植える。スタミナに関係なく植えることができる。作物や木の種類は庭レベル・交流レベルにより増えていく。作物、草花、木はライフチップにて購入。以下が育てられる作物、草花、木である。
| 作物             |                  |                    |                  |                            |                                         |                           |                |
| 名前             |                  |                    |                  |                            |                                         |                           |                |
| イチゴ           | トマト           | ニンジン           | タマネギ         | カボチャ                   | 小麦                                    | ポルチーニ                | キュウリ       |
| ジャガイモ       | スイカ           | ナス               | ピーマン         | パプリカ（赤・黄）         | ブルーベリー                            | ラズベリー                | トウモロコシ   |
| オレンジカボチャ | ブラックカボチャ | カブ               | クリスマスイチゴ | ルッコラ                   | 白ブドウ                                | 大麦                      | 赤トウガラシ   |
| ホップ           | マーブルカボチャ | テーブルビート     | クランベリー     | チコリ                     | 赤ニンジン                              | バレンタインイチゴ        | アスパラガス   |
| ミント           | インゲンマメ     | アメリカンチェリー | 小玉スイカ       | 赤ブドウ                   | ハロウィンカボチャ （2013・2014・2015） | ライ麦 （ノーマル・2019） | カシス         |
| スウィーティー   | アーモンド       | アーティチョーク   | ラディッシュ     | イチジク（ノーマル・2019） | イタリアントマト                        | ズッキーニ                | アセロラ       |
| 丸ナス           | ミニキャロット   | ブロッコリー       | アイスプラント   | サトウキビ                 | ロマネスコ                              | グリンピース              | フリントコーン |
| プラム           | フェンネル       | ロゼイチゴ         | エウレカレモン   | マスカット                 | レッドパンプキン                        | オーツ麦                  | ハクサイ       |
| タロイモ         | ケール           | ミディトマト       | クリスマスベリー | カカオ                     | スペアミント                            | 大玉スイカ                | コーヒーノキ   |
| モリリンゴ       | トレビス         | モチ米             | ユズ             | 春イチゴ                   | オプンティア                            | パイナップル              | メロン         |

| 草花                          |                                 |                                 |                                 |                                 |                                   |                     |                           |
| 名前                          |                                 |                                 |                                 |                                 |                                   |                     |                           |
| ベゴニア (赤・橙・桃)         | パンジー (黄・赤・紫・赤紫)     | 亜麻(リネン)                    | 綿花(コットン)                  | ポピー(赤・橙・白)              | ガーベラ(赤・桃・黄)              | ラベンダー (桃・紫) | マーガレット (白・桃・黄) |
| チューリップ (赤・桃・黄・橙) | シャクヤク (薄桃・白・桃)       | ユリ(白・紫・橙)                | ヒマワリ                        | ポインセチア                    | カラードコットン                  | ミモザ              | スイートピー              |
| スズラン                      | ローズ (ディープピンク)         | アジサイ                        | キキョウ                        | カモミール                      | ヒイラギ                          | ジュリアン          | ウィンタークローバー      |
| ナノハナ                      | スウィートアリッサム            | フレンチラベンダー              | アリウム                        | ブーゲンビリア(ピンク)          | キャットミント （ノーマル・2019） | ムラサキツメクサ    | ワイルドローズ            |
| タンポポ                      | ウィステリア （ノーマル・2019） | ユーカリ                        | ハイビスカス                    | クリムゾンクローバー            | ドングリ                          | アメジストセージ    | マヌカ                    |
| もみの木                      | プリムラ                        | ネモフィラ                      | ジャカランダ                    | ダウニーチェリー                | エンゼルランプ                    | アガパンサス        | ダマスクローズ            |
| ファーン                      | ダリア                          | デンファレ                      | スミレ                          | リシアンサス                    | ナズナ                            | コチョウラン        | ホスタ（ノーマル・2019）  |
| ペチュニア                    | プルメリア                      | レースラベンダー                | パナッシュ                      | チェスナット （ノーマル・2019） | ホウキギ                          | ピンポンマム        | ペンタス                  |
| ビオラ                        | ヒヤシンス                      | ワスレナグサ （ノーマル・2019） | ソメイヨシノ （ノーマル・2019） | バンブーグラス                  | スノーフレーク                    | フリージア          | ラナンキュラス            |
| モナルダ                      | ベルベットローズ                | サンカヨウ                      | アサガオ                        | ジャスミン                      | シュガーメープル                  | コウゾ              | サザンカ                  |
| サイネリア                    | オーガニックコットン            | ストック                        | クローバー                      | ディモルフォセカ                | アネモネ                          | マタタビ            | 藤                        |
| ハルジオン                    | アンティークローズ              | フランネルフラワー              | アカシア                        | クローバーティントナイト        | 名もなき花                        |                     |                           |

| 木     |                    |          |        |            |                  |      |      |
| 名前   |                    |          |        |            |                  |      |      |
| リンゴ | チャノキ           | オレンジ | レモン | サクランボ | ラフランス       | ブナ | クリ |
| クルミ | ローズ(赤・白・黄) | 青リンゴ | モモ   | メープル   | オリーブ(緑・黒) | -    | -    |

| 種           |                     |                    |                |              |
| 名前         |                     |                    |                |              |
| ハイブッシュ | ラビットアイ        | イエロートマト     | ブラックトマト | 白イチゴの苗 |
| ストック/紫  | ディモルフォセカ/黄 | アンティークローズ | -              | -            |

| 特別(ユリ金貨と交換して植えられる植物) |          |          |
| 名前                                   |          |          |
| 高貴なローズ/ピンク                    | ルピナス | スイレン |

| イベント(イベント期間中のみ植えられる作物・植物) |                    |                  |                |                  |
| 名前                                             |                    |                  |                |                  |
| マジカルウィート                                 | カシ               | エダマメ         | ブラックリリー | ネーブルオレンジ |
| ローズ（ピンク）                                 | ドリームアップル   | ブラッディローズ | コスモス       | プリンセスローズ |
| カラー                                           | ファンタジーベリー | エルダーフラワー | バナナ         | サボテン         |
| レッドカラント                                   | ホワイトローズ     | レウイシア       | アザミ         | リンゴンベリー   |
| ハッピーチェリー                                 | ドリームローズ     | スイートアップル |                |                  |

| グッドファーマーフェスタ      |                                  |
| 名前（イベント作物 / その他） |                                  |
| カリフラワー                  | パセリ・ミニトマト・ホウレンソウ |
| ミニひまわり                  | ペコロス・セロリ・デュラムコムギ |
| ナデシコ                      | レモングラス・レンズ豆・ライム   |
| サツマイモ                    | パセリ・ルバーブ・ヘーゼルナッツ |
| ライチ                        | ライム・レモングラス             |
| キバナコスモス                | セロリ・レンズ豆・ルバーブ       |
| ニゲラ                        | レタス・ペコロス・メークイン     |
| アゼリア                      | ライム・ヘーゼルナッツ           |
| ホワイトガーベラ              | レモングラス・デュラムコムギ     |
| バロンポテト                  | ペコロス・ホウレンソウ           |
| ニゲラ2019                    | レタス・プチオニオン・メークイン |

お世話・お手伝い
作物などに水やりができる機能。1つの作物にできる水やり回数は、一度に1回、最大で5回までである。自分の庭の作物の場合には、水やり1回にスタミナを1つ消費するが、スタミナのある限りいくつの作物でもお世話ができる。一方、自分以外の庭の作物のお世話はお手伝いと呼ばれ、スタミナを消費しないが、1日に水やりができる作物の数は、1つの庭で3つまで、全体で60～100回分(裏庭レベルによって変動)に制限されている。水やりの回数が多いほど収穫時に多くの素材・ライフチップを獲得できるが、収穫可能な状態になってから一定期間のうちに収穫しないと「元気がありません」と表示され、水やりの回数に関係なく水やり0回分の素材・ライフチップしか獲得できない。またお手伝いの時に「元気がありません」の状態を判断する方法は存在しないので注意が必要。
スタミナ
庭での作業や料理をする際に必要とされる体力。ある一定の庭レベルごとにスタミナの上限は増えていく。消費されたスタミナは原則として5分毎に1つずつ回復していく（後述する「プラザ」に所属すると若干回復が早まる）。また、ショップで買った（またはPポイントで交換した）スタミナウォーターを飲むことで指定された分のスタミナをその場で回復させることもできる。なお、新しい動物機能で動物えさを動物にあげる・動物えさを作る時はスタミナを消費しない。
ゲーム開始段階でのスタミナは10。以降、庭レベルを上げると1ずつ増えていき、最大で30になる。以前はスタミナが残っている途中でレベルアップすると、残っているスタミナ残量は放棄され、その時点でのスタミナ最高数値に戻る仕組みだったが、現在は「その時点でのスタミナ最高数値＋その時点で残っていたスタミナ残量」になるように改正されている。
庭レベル
自分が作った作物などのお世話や収穫を行うごとにポイント（RPGでの経験値に相当）が1つ加算されていく。ポイントを一定数集めるごとにレベルが上がっていき、それにより作れる作物も増えていく。レベルアップするとスタミナがフル回復する。取得可能なポイントは黄緑色。パソコン版では取得したポイント総数は確認できないが、スマートフォンなどではこれまでに取得したポイント総数が確認できる。
裏庭レベル
自分が作った植物に水やりやお世話、石ころや雑草を取り除くごとにポイントが1つ加算、調合台の使用で2つ加算されていく。ポイントを一定数集めるごとにレベルが上がっていき、それにより入手できる植物の種の種類も増えていく。レベルアップするとお手伝い回数の上限が加算される(上限100回)。
交流レベル
自分以外の庭で栽培されている作物などのお世話を行うごとにポイントが1つ加算されていく。ポイントを一定数集めるごとにレベルが上がっていき、それにより植えることができる作物も増えていく。庭ともの庭でお世話を行った場合、もらえる交流ポイントは2倍となる。
生産
料理・裁縫・工作を行う機能。初めに使えるのはキッチン台（ライフチップで購入・チュートリアルクエストにも組み込まれている）のみで、料理の種類は料理レベルにより増えていく。裁縫や工作も同様にレベルによって作れる品物が増えていくが、庭レベル20以上が最低条件となっている。
料理レベル
料理を作ることでその料理に応じたポイントが加算されていく。ポイントを一定数集めるごとにレベルが上がっていき、それにより作れる料理も増えていく。
裁縫レベル
裁縫器具を使い生産を行うごとにポイントが1ポイント加算されていく。ポイントを一定数集めるごとにレベルが上がっていき、それにより作れる品物も増えていく。
工作レベル
工作台を使い椅子等を作り、完成させるとポイントがその工作物に応じて加算される。ポイントを一定数集めることによりレベルが上がっていき、それにより作れる工作物も増えていく。以前は、工作してから工作物が取り出せるまで時間が必要で取り出す際にもスタミナを消費していたが、現在はない。
模様替え
購入（または工作で生産）したアイテムや耕した土地、植えた樹木を移動することや片づけ・土地・樹木の削除を行うことができる。
クエスト
モデレーターからの宿題機能。出されたお題をクリアするごとにライフチップやアイテムがもらえる。チュートリアル（クリアするごとに新しいお題が出されピグライフの遊び方を学習できる）・期間限定・デイリークエストが主なクエストの種類である。
ライフチケット
デイリークエストをクリアするともらえるチケット。必要枚数をクリアしていれば、マルシェ広場にいるジョセフおじさんがアイテムと交換してくれる。また前述の通り、マルシェ広場にいるエドガーがチケット3枚で土地券1枚、チケット5枚で裏庭専用土地券1枚と交換してくれる。
カメラ機能
ピグ同様お世話をしているシーンなどを写真に撮れる機能。ピグの日記、アメーバブログやTwitterにも投稿可能。
2018年11月30日より、撮れる写真の画角が従来より横に大きく広がった。ただし、ピグの日記に投稿する際は従来の画角に変換して投稿される。
パーティ
ショップやイベント報酬でパーティテーブルを入手すると利用できる機能。作った料理をふるまうことができ、パーティの料理を食べるとたまにスタミナが回復する。以前は稀にライフコインが出現するなど、スタミナアップ以外のアイテムが出現することもあった。庭レベル11以上が最低条件になっている。基本的には手伝いに行った先の庭でパーティの料理を食べることが想定されているが、自分の庭で自分の料理を食べることも可能。食事が出来る回数は1日20食までだが、1つの庭で食事できる回数は1日1回だけとなっている（自分の庭で自分自身の料理を食べる場合も同様）。
パーティテーブルは以前は表庭に1台のみしか設置できなかったが、2018年7月13日以降、場所と台数の制限が無くなり、表庭・裏庭・別荘の区別なく、何処に何台でも設置できるようになった。ただし、その表庭・裏庭・別荘の持ち主の地で食事できる回数は1日1回のままである。
マンプク状態
パーティーの料理を食べるごとに減っていく指数。いっぱいになるとそれ以上食事ができない。従来は増えていく方式だったが、2014年からスタミナやお手伝いと同様に減っていく方式となった。
森の動物
表庭に設置したえさ台にえさを置くことで、数時間後に表庭に出現し自由に歩き回る動物。置いたえさによって出現するまでの時間が変動する。森の動物をなでなですることによってお返しの葉っぱが入手できる。森の動物が出現してから消滅するまでの時間はえさ1個につき1時間、最大で24個のえさが置ける。同じ種類の森の動物を40回なでなでをしてなつき度をMAXにすると、えさ台にえさを設置しなくても出現するようになる。このとき、森の動物をなでなですると1スタミナが入手できる。
動物（旧牧場）
ピグライフで飼うことのできる家畜。作物と同様に「お世話・お手伝い」が可能で、収穫回数は木と同様に無制限。種類は牛・ニワトリ・羊である。牧場機能のリニューアルに伴い、2013年8月20日に収穫・お世話・お手伝い機能が停止、同年9月10日に庭にいた家畜が全て強制回収され素材と交換された。現在、家畜から収穫可能だった素材はいずれもライフチップで購入できる。
動物（新牧場）
2013年9月18日、牧場機能がリニューアルされた。新設された「フランツ牧場」エリアで動物を預かり飼育する。飼育できる動物は、ブタ・ヤギ・アヒル・ニワトリ・ウシ・ヒツジ・ネズミ・タヌキ・ウマの9種類（2014年6月時点・動物イベントで獲得できる動物は含まない）。
まず庭の空いたエリアに牧場を設置。預かった動物に動物えさを与えることで動物レベルが上がり成長する。動物えさは牧場に併設されている「えさ作り機」に作物や草花を投入して作る。動物レベルが一定値に達すると動物をブリードできる（イベント動物を除く）。ブリードにより様々な色の動物が誕生し、同じ動物で全ての色を揃えると（コンプリート）その動物専用の着せ替えアイテムがもらえる。飼育できる動物の種類は、チュートリアルクエストをクリアするごとに1種類ずつ増えていく。また、ブリード終了後もえさを与え続けて動物レベルが一定以上になると、他人の庭にお出かけする時に一緒に連れて歩くことができる。
牧場での行動（えさやり・えさ作り）はスタミナを一切消費しない。
プラザ
2014年6月リリース。庭ともなど複数のピグと協力して広場を作る機能。
自身で設立してメンバーを募る、もしくは他人のプラザに加入する。その後は庭での活動に応じて「プラザポイント」を獲得することで、プラザがレベルアップしていく。
設立したメンバーは「リーダー」となり、他のプラザメンバーに家を与えてオーナーにする。家の種類は「リーダー」「サブリーダー」「植物」「料理」「裁縫」「工作」「牧場」の7種類。それぞれの家のオーナーに任命されると、植物の生育時間短縮・ライフチップ増量などの効果があり、家がレベルアップするとその効果も増大するが、これらの効果を受けられるのはオーナーのみである。またリーダーの家のオーナーは変更できない。なおリリース当初はリーダーだけが広場を拡張したり家をレベルアップする権限を持っていたが、11月18日からはサブリーダーも広場の拡張と（リーダーの家を除く）家のレベルアップができるようになり、それぞれの家のオーナーも自分の家をレベルアップできるようになった。
またプラザ内には「みんなの木」という木が植えられており、水やりをすることで木が成長していく。水やりは1日最大3回可能で、うち2回は水やりできる時間帯が決まっている。

## イベント
1～2週間を目途に行われる期間限定イベントで、クエストをクリアするごとにライフコインなどの通常アイテムやクエスト限定アイテムがもらえる。イベント終了後数時間で次のイベントが開催される。
作物からはノーマル素材の他にレア素材が収穫できる（例:ブルーベリー→完熟ブルーベリー）。これらを収穫したり、料理したりしてクエストをクリアする。
新牧場・プラザといった新機能のリリースに合わせ、新しいスタイルのクエストが順次導入されているが、一部イベントの実施期間が短縮されたり、制覇に必要なレア素材の必要数が増えるなど、制覇が難しい仕様に変わりつつある。またカシの木イベント以降のイベント作物は木に植える作物から畑に植える作物となっている。
イベント作物は一部を除きイベント期間終了後も植えることができ、収穫・生産・素材交換も可能。また「森の中の小さなガーデン」エリアの奥にある記念碑にはピグライフ初期の一部イベントクエストが記録されており、実際にそのクエストに挑戦することができる。期間は原則としてクエスト1個あたり4日間だが、イベント開催当時と違ってクエストを続けてクリアする必要はなく、次のクエストのクリア条件だけを確認して必要な素材が集まった時点で挑戦することも可能なため、時間的な制約はないに等しい。

### イベントの種類
ここでは、ゲーム内のQ＆Aに掲載されているイベントの種類を紹介する。
ゲーム内イベントのリリースは、当ゲームのサービス終了に伴い、2019年11月末をもって終了。
ぼうえきイベント
同時進行で実施されるクエストで収穫した素材やレシピを、港町通りにいるモーフに納品する。納品時にポイントが入手でき、ポイント数でクエストをクリアしたり、他ユーザーとランキングで競ったりすることができる。また、クエストクリア時に入手できる銀食器をイベントアイテムと交換できる。イベント期間は約2週間。
のうひんイベント
酒場イベントだったが、2018年5月31日開催ベルベットローズイベントから名称変更された。
同時進行で実施されるクエストで収穫した素材やレシピを、期間限定で公開される「サーシャのバル」にいるクロに納品する。
納品時にのうひんポイントが入手でき、ポイント数でクエストをクリアしたり、他ユーザーとランキングで競ったりすることができる。イベント期間は約2週間。
大きな野菜イベント
畑にて大きな野菜をつくるもととなる素材を集め、もようがえアイテムの温室で特定の大きな野菜を植える。ドールガチャにてドールを入手し、ドールが発するドールパワーを使って大きな野菜を抜く(収穫する)。
その際ポイントが入手でき、ポイント数でクエストをクリアしたり、メインクエストをある程度進めるとランキングに参加でき、ポイント数で他のユーザーと競ったりすることができる。イベント期間は毎月月末約1週間前から月末最終日まで。
子守りイベント
イベント期間中、特定の動物を授かる。イベント作物を収穫するとまれに「おねがい」クエストがオファーされ、自分の庭の牧場にいる動物たちのパワーを使っておねがいを解決する。
解決時、ミルクやポイントなどが入手できる。ミルクは授かった動物に自動的に与えられ、与えた本数によって授かった動物のレベルが上がる。レベルが最大(通常Lv.30)になると授かった動物は自分の牧場に入り、イベント期間後も飼育することができる。イベント期間中にレベルが最大にならなかった場合、その動物はユシリスのもとへ自動的に帰される。またポイントは、イベント期間中に貯めたポイント数でクエストをクリアしたり、ランキングで他のユーザーと競ったりすることができる。イベント期間は約2週間。
ブルーノ便イベント
畑にてイベント作物を収穫する。収穫時、イベント素材とラッパを入手できる。裏庭の看板にて、ラッパでトラックを呼び、指定された素材や工作物を積み込むとクリア。その際ポイントが入手でき、ポイント数でクエストをクリアしたり、ランキングで他のユーザーと競ったりすることができる。イベント期間は約1～2週間。
グットファーマーフェスタ
2015年4月のカリフラワーイベントより開始。フェスタ期間中、畑にてイベント作物の他、3種類のフェスタ専用作物を育てる。客(NPC)がフェスタ素材やそれを調理したレシピを注文するので、納品する。すべての注文をクリアすると、次の客が出現する。その際ポイントが入手でき、ポイント数でクエストをクリアしたり、ランキングで他のユーザーと競ったりすることができる。イベント期間は約1～2週間。

## どこでもピグライフ
どこでもピグライフとはスマートフォン版ピグライフとして配信されたサービスである。2012年6月19日にアメばこ当選者に対し先行リリースした後、2012年6月27日に先着10万人に対しお試し公開。2012年7月3日に正式にサービス開始。
データはPC版と連動しているが、おでかけ等の機能が出来ない。
対応OSは上記推奨環境の推奨利用環境（スマートフォン）の項目を参照。
2018年9月25日にサポート終了。2019年12月2日、パソコン版ピグライフのサービス終了に伴い、どこでもピグライフもサービスを終了した。

## テレビCM
- 劇団ひとり・紗栄子（2012年3月6日 - ）
- ローラ（2012年6月12日 - ）